# Manchester Township (New Jersey)
Pour les articles homonymes, voir Manchester Township.
Manchester Township est une municipalité américaine située dans le comté d'Ocean au New Jersey.
Lors du recensement de 2010, sa population est de 43 070 habitants. La municipalité s'étend sur 82,69 milles carrés (214,17 km2), dont 1,07 milles carrés (2,77 km2) d'étendues d'eau.
La municipalité est créée le 6 avril 1865 à partir du township de Dover. Elle doit son nom à la ville anglaise de Manchester.